# Fire Emblem: The Binding Blade
Fire Emblem: The Binding Blade (ファイアーエムブレム　封印の剣, Faiā Emuburemu: Fūin no Tsurugi, Fire Emblem: Fūin no Tsurugi) est un jeu vidéo de rôle tactique sorti sur Game Boy Advance en 2002, développé par Intelligent Systems et publié par Nintendo uniquement au Japon. Il s'agit du sixième jeu de la série Fire Emblem et le premier sur Game Boy Advance, marquant l'arrivée de la franchise sur console portable.
Chronologiquement, Fire Emblem: The Binding Blade est la suite de Fire Emblem: The Blazing Blade bien qu'il soit sorti avant. Il met en vedette Roy, le fils d'Eliwood, qui doit diriger un groupe de combattants destiné à vaincre les troupes du roi de Biran. De nombreux personnages jouables sont par ailleurs les enfants des personnages de Fire Emblem: The Blazing Blade, et certains sont même jouables dans les deux opus.

## Trame

### Univers
L'histoire de Fire Emblem: The Binding Blade se déroule dans un monde imaginaire de type médiéval-fantastique. L'aventure prend place sur le continent d'Elibe, qui est divisé en huit régions que le joueur explore tout au long du jeu. En son centre se trouve Lycia, où l'aventure démarre. Au nord-est du continent se situe la région d'Ilia, connue pour être constamment enneigée. À l'est se dessinent les plaines de Sacae, hébergeant plusieurs tribus nomades. La région montagneuse de Biran, au sud-est, est gouvernée par le roi Zephiel. Au nord d'Etruria, nation sacrée voisine de Lycia, se trouvent les Îles Occidentales, où vivent des clans de brigands. Enfin, l'ouest du continent est recouvert par la région désertique de Nabata.
Toutes ces nations ont été créées un millénaire auparavant par huit héros qui ont mis fin au Purgatoire, la guerre entre les humains et les dragons.

### Personnages
Le joueur suit l'aventure de Roy, fils du marquis de la maison noble de Pherae, Eliwood, située en Lycia. Le joueur doit d'abord l'aider dans sa quête pour retrouver son père, puis pour mettre fin à la menace de Biran.
L'antagoniste principal est le roi Zephiel du royaume de Biran.
Le joueur contrôle aussi les autres personnages de l'armée de Roy. Au total, cinquante-quatre personnages peuvent être recrutés au cours de l'histoire principale (cependant, certains d'entre eux sont mutuellement exclusifs). D'autres personnages jouent également un rôle plus ou moins important dans l'histoire comme Marcus, le fidèle écuyer d'Eliwood, Lilina, la fille du marquis Hector de la maison d'Ositia, amie d'enfance de Roy et Guinivere, la princesse de Biran qui aide Roy dans sa quête vers Biran.

### Histoire
L'histoire se déroule une vingtaine d'années après l'aventure de Fire Emblem: The Blazing Blade. Après avoir vaincu Nergal et refermé la porte aux dragons, Athos, l'un des huit fondateurs d'Elibe, avait énoncé avant sa mort une catastrophe dans un futur proche. Vingt ans plus tard, Biran déclare la guerre aux autres nations.
La première quête de Roy consiste à aller chercher de l'aide auprès d'Hector à la maison noble d'Ositia. C'est en chemin qu'il fait la rencontre de la princesse de Biran, Guinivère, qui lui demande de l'aider à arrêter son frère, le roi Zephiel. Après avoir libéré Ositia, le joueur doit guider Roy et son armée au travers des différentes régions d'Elibe afin de les libérer du joug de Biran. Le joueur peut également réaliser une quête annexe, qui consiste à collecter les huit armes sacrées. S'il les trouve toutes, il peut alors accéder à une partie de l'histoire supplémentaire qui se déroule après celle de la chute du roi de Biran.

## Système de jeu
Le système de jeu suit la formule générale des épisodes précédents : dans des combats tactiques au tour par tour, le joueur déplace et fait agir ses unités sur une carte formant une grille de cases carrées afin d'accomplir l'objectif du chapitre et passer au suivant. Les unités peuvent acquérir de l'expérience et gagner en puissance, mais si elles sont vaincues, alors elles disparaissent pour le restant de la partie.
Dans un souci de rendre le jeu plus accessible, en raison du caractère portable de la Game Boy Advance, un certain nombre d'éléments de gameplay n'ont pas été repris de son prédécesseur sur Super Famicom Fire Emblem: Thracia 776, ou bien considérablement édulcorés. Techniques de combat, bonus d'autorité, fatigue, captures, étoiles de mouvement, multiplicateurs de taux de coups critiques sur les attaques successives ont ainsi été abandonnés. Les objectifs de chapitre perdent également en variété, puisqu'ils consistent tous à capturer la base ennemie.
Les chapitres optionnels font quant à eux leur retour mais occupent un autre rôle que dans Thracia 776. En effet, ces chapitres permettent désormais au joueur de mettre la main sur des armes légendaires très puissantes et particulièrement efficaces face aux wyvernes et dragons ennemis. Cependant, l'obtention et la préservation de ces armes (qui sont susceptibles de casser ou d'être perdues) est une condition sine qua non pour accéder aux trois derniers chapitres de l'histoire et obtenir la meilleure fin. Les conditions d'accès à ces chapitres optionnels, jamais détaillées explicitement, participent à la réputation cryptique du jeu.
The Binding Blade innove néanmoins en apportant la première itération moderne du système de soutien dans la série. En restant côte-à-côte, des personnages peuvent renforcer leurs relations avec d'autres, donnant lieu à une série de conversations numérotées C, puis B, et enfin A. Au fur et à mesure que les liens entre les deux unités se renforcent, les bonus de combat qu'elles obtiennent en se battant à proximité l'une de l'autre augmentent.
Malgré des efforts en termes d'accessibilité, le jeu est généralement considéré comme le plus difficile des jeux Fire Emblem sortis sur Game Boy Advance, non seulement en raison des statistiques élevées des ennemis et l'existence de renforts se déplaçant le même tour que leur apparition, mais aussi par la rareté des objets de promotion de classe. De plus, bien que les bonus liés aux dialogues de soutien soient importants, leur obtention est un processus long et généralement considéré comme fastidieux.

## Développement
Le développement du jeu débute après l'abandon du projet Fire Emblem: Ankoku no Miko sur Nintendo 64 et le départ d'Intelligent Systems du game designer Shouzou Kaga, présent depuis les débuts de la franchise, parti développer le jeu Tear Ring Saga pour la PlayStation.
Le projet Ankoku no Miko est finalement reporté sur la Game Boy Advance et devient par la suite The Binding Blade. Les ressources disponibles sur ce projet avorté étant limitées, il est impossible de dire à quel degré il a été modifié. Il semble toutefois avoir été transformé en profondeur et avoir servi de source d'inspiration à d'autres jeux de la série comme Fire Emblem: Path of Radiance.
La sortie du jeu ayant dû être repoussée en raison de la longueur du développement, il est intéressant de noter que le jeu Super Smash Bros. Melee a donc été la première apparition du protagoniste principal, Roy. Ceci peut expliquer le tempérament considérablement différent que le personnage a entre les deux jeux.

## Accueil
Le jeu est reçu plutôt favorablement par la critique. Il obtient un 36/40 de Famitsu, un 3,5/5 de RPGamer, un 87% de RPGFan et un 17/20 de Jeuxvidéo.com.
Les ventes du jeu sont estimées à environ 390 000 unités par le site VG Chartz.

## Postérité
Concernant la série Fire Emblem, bien qu'il ait été développé avant Fire Emblem: The Blazing Blade, The Binding Blade en est la suite. Par ailleurs, Fire Emblem : Awakening comprend dans son contenu additionnel des éléments de The Binding Blade, à savoir des personnages et des musiques[réf. nécessaire].
Au Japon, le jeu est rendu disponible à l'achat sur la console virtuelle de la Wii U le 2 septembre 2015 et apparaît dans le catalogue du Nintendo Switch Online + Pack additionnel à partir du 23 juin 2023. N'ayant jamais été officiellement localisé et exporté hors de son pays d'origine, le jeu a fait l'objet de diverses fan-traductions en anglais par la communauté de joueurs.
Roy, le protagoniste principal, est l'un des personnages auxquels il est possible de faire appel grâce aux Emblèmes dans Fire Emblem Engage. L'amiibo à son effigie permet également de l'invoquer dans Fire Emblem Echoes: Shadows of Valentia.
Concernant la série Super Smash Bros., Roy est jouable dans Super Smash Bros. Melee en tant que combattant à débloquer. De plus, Roy apparaît en tant que combattant en contenu additionnel dans Super Smash Bros. for Nintendo 3DS / for Wii U et est à nouveau à débloquer dans Super Smash Bros. Ultimate. Un certain nombre de musiques du jeu ont également fait leur apparition dans la série.
De nombreux personnages du jeu ont fait une ou plusieurs apparitions dans le jeu mobile Fire Emblem Heroes, ainsi que dans le jeu de cartes dérivé Fire Emblem 0 (Cipher)[réf. nécessaire].
Le titre a par la suite été adapté en manga, notamment Fire Emblem: Hasha no Tsurugi[réf. nécessaire]. Le jeu fait d'ailleurs occasionnellement référence aux armes des personnages exclusifs au manga.